# Escola elemental del Sagrat Cor (l'Alguer)
L'Escola elemental del Sagrat Cor (Scuole elementari del Sacro Cuore) és un edifici de l'Alguer catalogat com a Bé Cultural per la Regió Autònoma de Sardenya.

## Descripció
És un edifici d'estil rústic estilitzat amb grans finestres d'arc. Està format per dues ales perquè els nois entressin per una porta i les noies per una altra.

## Història
Va ser la seu de la primera escola municipal de l'Alguer, que va néixer entre finals del segle xix i principis del xx.
El curs 2014-2015 l'escola va fer una aposta per la formació artística musical i teatral.
Els accessos a l'escola eren molt deficients com denunciaven els mitjans l'any 2016. El 2018 es va fer una remodelació dels accessos al centre educatiu.